# Shire Hall

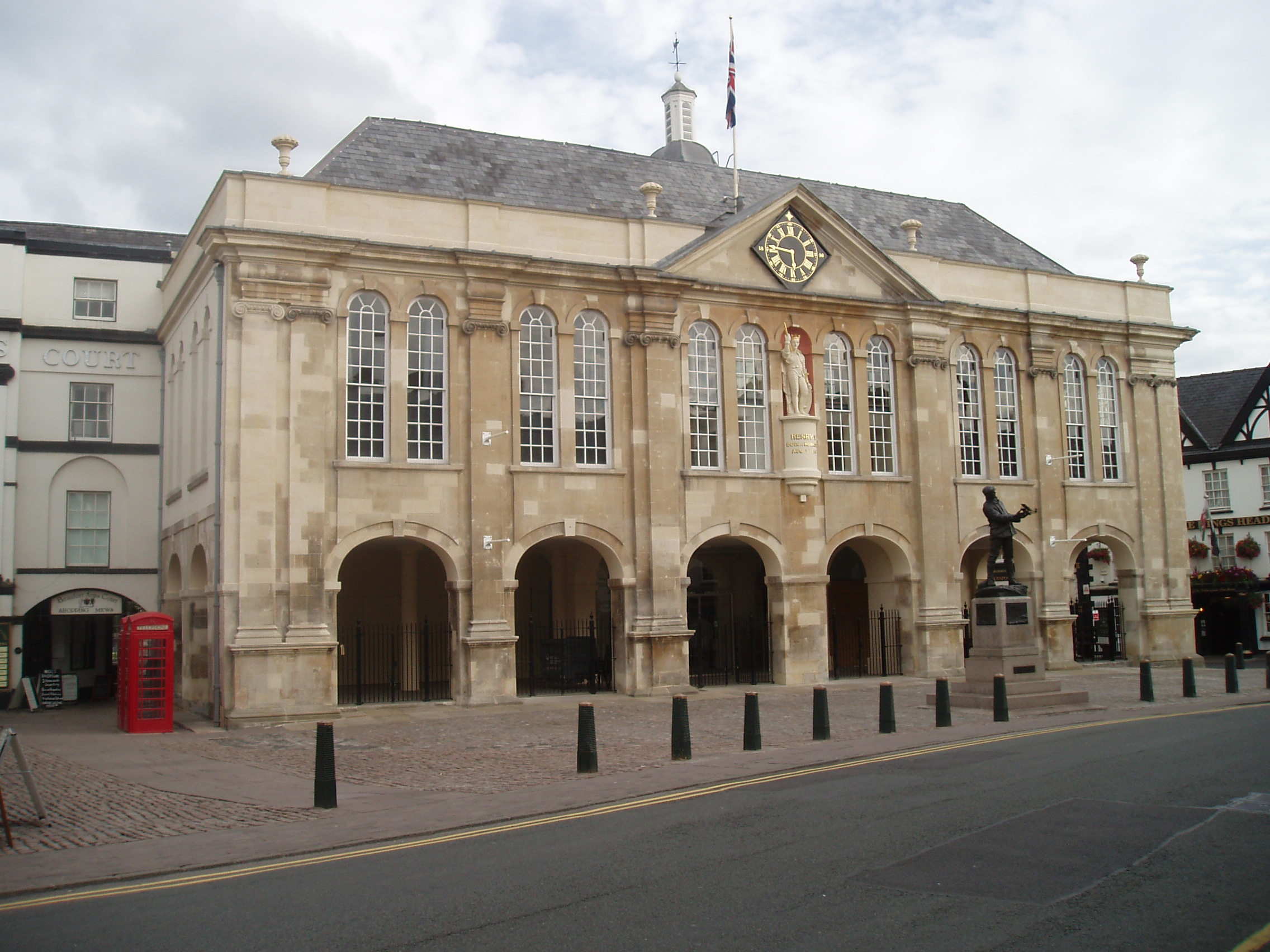
Vista del Shire Hall de Monmouth, en 2010.

El Shire Hall, en el municipio de Monmouth (Gales), es un destacado edificio catologado grado 1, dentro del listado de patrimonio protegido del Reino Unido. Está situado en el centro de la ciudad, en la plaza de Agincourt. Fue construido en 1724, y fue primerante sede de los tribunales de Monmouthshire. En 1839-1840, se llevó a cabo en este tribunal el juicio contra el líder cartista John Frost y otros por traición por su participación en la rebelión del Newport Rising. El edificio también fue utilizado como lugar de mercado. El Shire Hall es propiedad del Condado de Monmouthshire y se utiliza actualmente como centro de información turística, como oficinas para el Ayuntamiento de Monmouth, y otra parte se encuentra abierto al público.